# Sidi Errabia
Sidi Errabia (em árabe: سيدي الربيع) é uma comuna localizada na província de Médéa, Argélia. De acordo com o censo de 2008, a população total da cidade era de 5 042 habitantes.